# Lopanistsqali
Lopanistsqali (georgiska: ლოპანისწყალი) är ett vattendrag i Georgien. Det ligger i den centrala delen av landet, 100 km nordväst om huvudstaden Tbilisi.